# Cittiglio
Cittiglio – miejscowość i gmina we Włoszech, w regionie Lombardia, w prowincji Varese.
Według danych na rok 2004 gminę zamieszkiwało 3717 osób, 337,9 os./km².